# Seigny
Ne doit pas être confondu avec Ségny.
Seigny est une commune française située dans le département de la Côte-d'Or en région Bourgogne-Franche-Comté.

## Géographie

### Climat
Pour des articles plus généraux, voir Climat de la Bourgogne-Franche-Comté et Climat de la Côte-d'Or.
En 2010, le climat de la commune est de type climat des marges montargnardes, selon une étude du Centre national de la recherche scientifique s'appuyant sur une série de données couvrant la période 1971-2000. En 2020, Météo-France publie une typologie des climats de la France métropolitaine dans laquelle la commune est exposée à un climat océanique altéré et est dans la région climatique  Lorraine, plateau de Langres, Morvan, caractérisée par un hiver rude (1,5 °C), des vents modérés et des brouillards fréquents en automne et hiver. 
Pour la période 1971-2000, la température annuelle moyenne est de 10 °C, avec une amplitude thermique annuelle de 16,2 °C. Le cumul annuel moyen de précipitations est de 916 mm, avec 13,2 jours de précipitations en janvier et 9 jours en juillet. Pour la période 1991-2020, la température moyenne annuelle observée sur la station météorologique de Météo-France la plus proche, « Montbard_sapc », sur la commune de Montbard à 9 km à vol d'oiseau, est de 11,4 °C et le cumul annuel moyen de précipitations est de 853,5 mm,. Pour l'avenir, les paramètres climatiques de la commune estimés pour 2050 selon différents scénarios d'émission de gaz à effet de serre sont consultables sur un site dédié publié par Météo-France en novembre 2022.

## Urbanisme

### Typologie
Au 1er janvier 2024, Seigny est catégorisée commune rurale à habitat dispersé, selon la nouvelle grille communale de densité à 7 niveaux définie par l'Insee en 2022.
Elle est située hors unité urbaine. Par ailleurs la commune fait partie de l'aire d'attraction de Montbard, dont elle est une commune de la couronne,. Cette aire, qui regroupe 34 communes, est catégorisée dans les aires de moins de 50 000 habitants,.

### Occupation des sols
L'occupation des sols de la commune, telle qu'elle ressort de la base de données européenne d’occupation biophysique des sols Corine Land Cover (CLC), est marquée par l'importance des territoires agricoles (83,7 % en 2018), une proportion identique à celle de 1990 (83,7 %). La répartition détaillée en 2018 est la suivante : 
terres arables (50,6 %), prairies (33,1 %), forêts (13,1 %), zones urbanisées (3,1 %). L'évolution de l’occupation des sols de la commune et de ses infrastructures peut être observée sur les différentes représentations cartographiques du territoire : la carte de Cassini (XVIIIe siècle), la carte d'état-major (1820-1866) et les cartes ou photos aériennes de l'IGN pour la période actuelle (1950 à aujourd'hui).

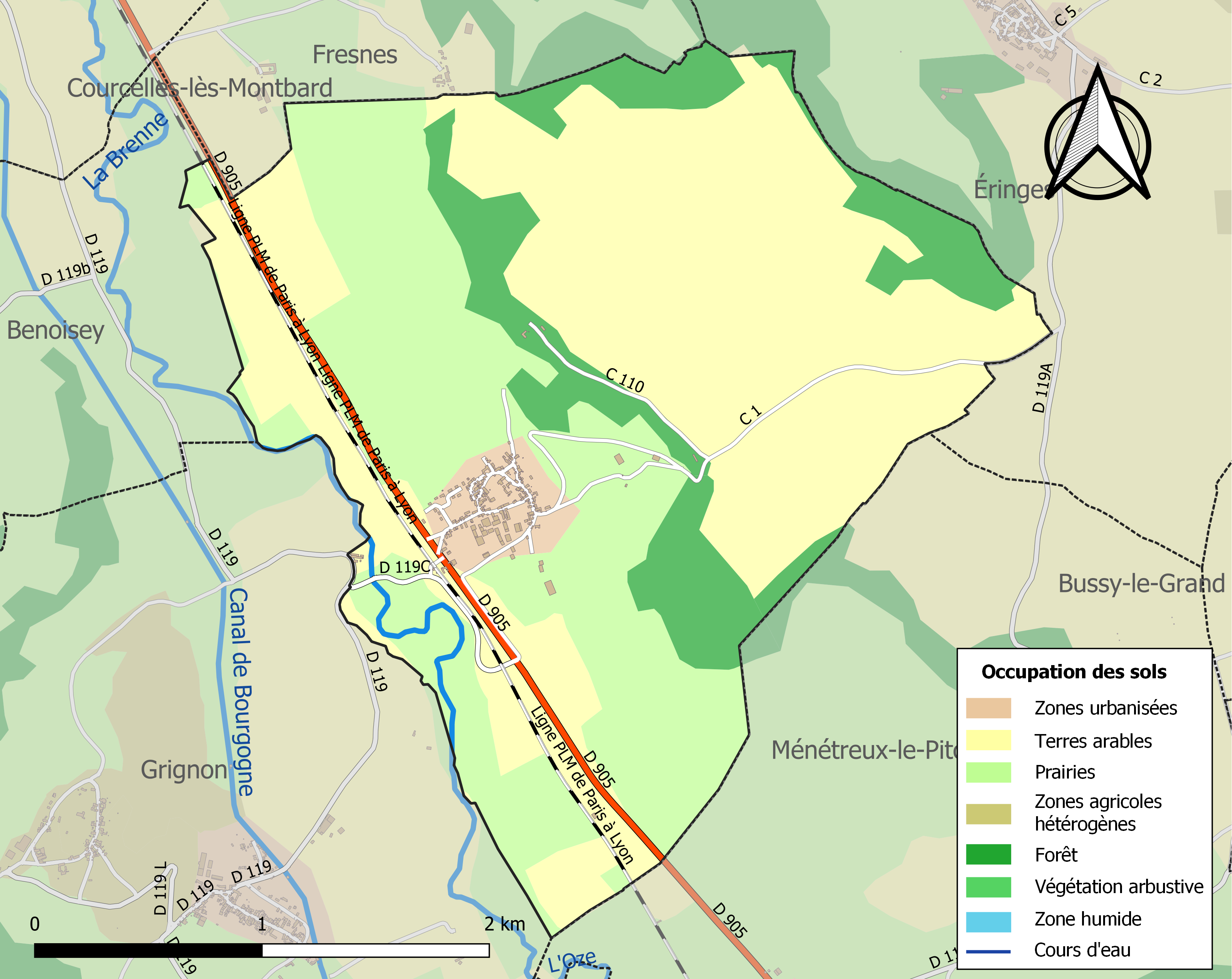
Carte des infrastructures et de l'occupation des sols de la commune en 2018 (CLC).

## Histoire
Le lieu s'est appelé autrefois Saigny, et avant cela en latin Saniacum. Une généalogie de la famille des seigneurs de Saigny repose au cabinet d'Hozier à la Bibliothèque Nationale de France à Paris. Cette famille, déjà signalée en 1180, portait pour armes: de gueules à 3 fasces d'argent.
Une généalogie simplifiée suit :
- 1) Robert de Sainte-Colombe, dit de Saigny, épousa vers 1160 Luce, arrière-petite-fille de Valon d'Eringes (pouvant être Valon de Vergy), dont :

- Renier, qui suit en 2 ;
- Jean, mort jeune ;
- Pierre.
- 2) Renier de Sainte-Colombe dit de Saigny épousa vers 1188 N..., dont :

-Anséric, qui suit en 3 ;
- Renaud, prieur de Grignon et archiprêtre de Touillon.
- 3) Anséric de Saigny épousa vers 1215 Agnès N..., dont :

- Hervier, qui suit en 4 ;
- Geoffroy dit " le Bègue" ;
- Jean ;
- André dit « Vidoc ».
- 4) Hervier de Saigny épousa vers 1242 N..., dont:
- 5) Hue de Saigny qui épousa vers 1269 Marie N..., dont:
- 6) N... de Saigny marié vers 1296 à N..., dont :
- 7) N... de Saigny marié vers 1323 à N..., dont :

- Hugues, qui suit en 8A ;
- Jean, qui suit en 8B ;
- 8A) Hugues de Saigny épousa vers 1350 Marie de Bierry, vicomtesse de Quincy, dame de Quincerot, dont :

- Hue de Saigny, qui suit en 9A ;
- Guyot de Saigny, qui suit en 9B ;
- 8B) Jean de Saigny, seigneur de Cormaillon, épousa Alix de Diguy, dont :

- Yolande, épouse d'Étienne de Grichaut ;
- Jeanne, épouse de Guienot Bouhot.
- 9A) Hue de Saigny, vicomte de Quincy par sa mère, baron de Saffres par son second mariage, avait épousé en 1re noces Isabelle de Blaisy et en 2e noces en 1381 Isabelle dame héritière de Saffres. Ils eurent :

- Antoine de Saigny qui suit en 10 ;
- Philbert, mort jeune ;
- Estienne ;
- Catherine, vicomtesse de Quincy par testament de ses parents, qui épousa Huguenin de la Perrière ;
- 9B) Guyot de Saigny épousa Catherine de Courchamp, dont il eut :

- Anthoine de Saigny.
- 10) Antoine de Saigny, baron de Saffres, épousa en 1re noces en 1418 Amyote de Marey et en 2e noces Catherine bâtarde de Montbéliard. Il eut également un fils bâtard (de mère inconnue) prénommé Robert. Du premier lit viennent : Pierre qui suit en 11 ; Jean de Saigny qui n'eut pas d'alliance, mais légitima en novembre 1459 devant la chambre des comptes de Dijon un fils illégitime aussi prénommé Jean, aussi qualifié écuyer, et qu'il eut d'une femme mariée nommée Bonnote ; Anne de Saigny qui épousa le 12/03/1459 Bernard de Bruillard écuyer fils d'Erard seigneur d'Aisanville et d'Arcy sur Qûre et de Philippine de Digoine ; Jeanne de Saigny qui épousa le 12 mars 1459 Jofrey de Bruillard, frère de Bernard précité ; Marie de Saigny qui épousa le 1er décembre 1462 Estienne de Ruffey fils de Nicolas et de Jeanne Perron dame d'Aubigny ; Philberte de Saigny qui épousa le 6 août 1488 Nicolas du Val seigneur du Val et du Boulet.
- 11) Pierre de Saigny, baron de Saffres, naquit vers 1415. Il était seigneur de Marey-sur-Tille, Fontaines en partie, Mousson en partie. Il avait épousé le 18 mars 1466 Roline de Choiseul, fille de Guillaume seigneur de Clémont, et de Jeanne de Chastelet. Pierre de Saigny fit son testament le 4 juin 1494. Les époux laissèrent : Isabelle de Saigny, Anne qui épousa le 23 septembre 1493 Warin de Saint Baussant ; Jeanne l'aînée, qui épousa le 1er février 1492 Gérard de Chapples ; Jeanne la puînée, 24e abbesse du monastère du Puy d'Orbé ; Marguerite, abbesse de Saint-Julien-d'Auxerre ; Guillemette, prieure de Saint-Julien-d'Auxerre et Marie de Saigny, qui épousa Othenin de Cleron, chevalier, gouverneur des villes et château de Taillant, fils de Simon (chambellan de Louis XI) et de Jeanne de Dompré. La baronnie de Saffres et la terre de Saigny seront léguées par testament de Pierre de Saigny aux époux Cléron-Saigny. Cependant Pierre de Saigny avait eu, avant son mariage avec Roline de Choiseul, un fils naturel prénommé Gabriel, qui fut légitimé devant la chambre des comptes de Dijon en septembre 1494, soit 3 mois après la rédaction du testament de son père. On ignore ce qu'il est devenu et s'il eut descendance.

(Voir aussi à la rubrique SAFFRES de Wikipedia)

## Politique et administration

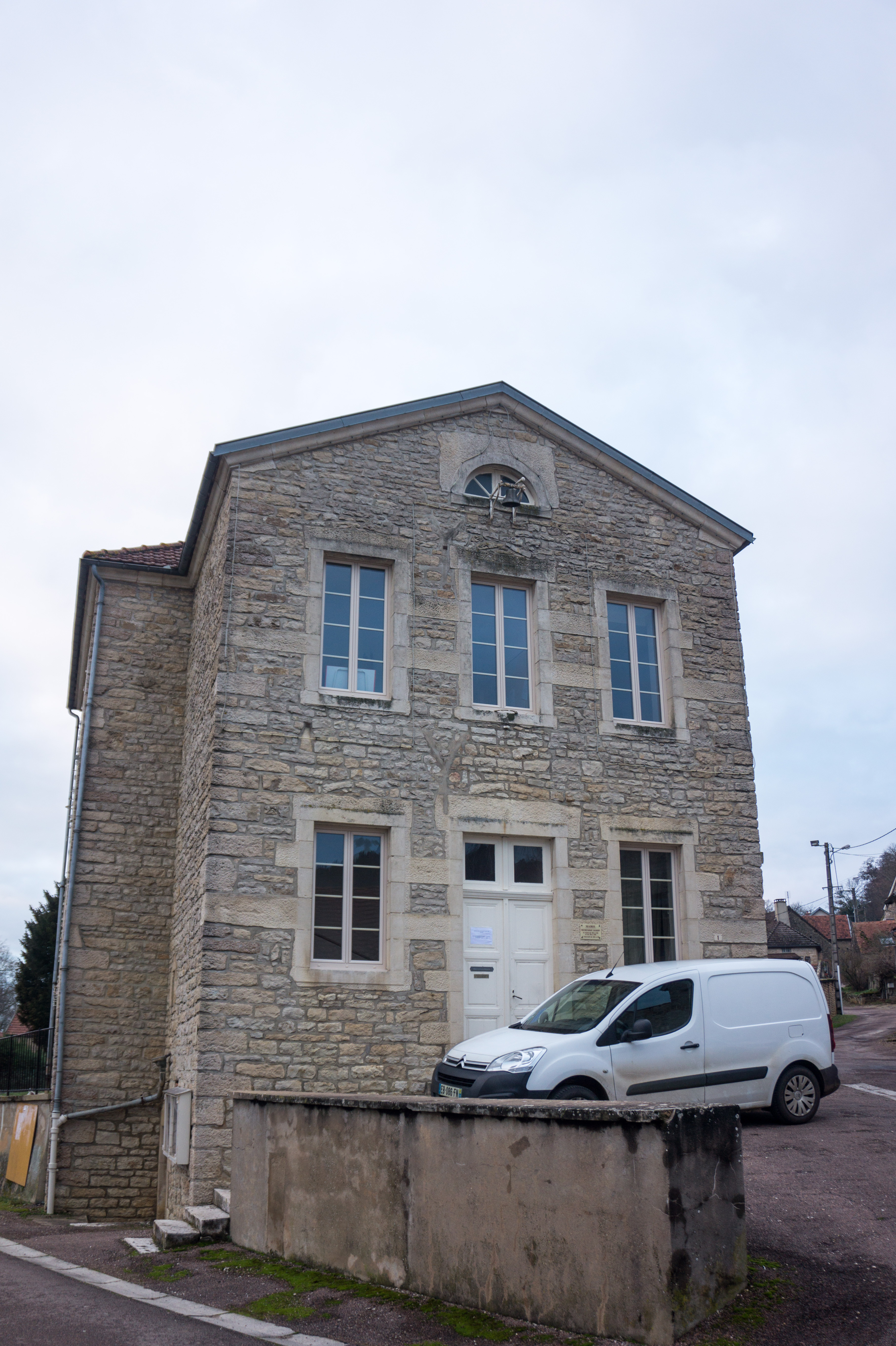
La mairie.

| Période                                  | Période | Identité         | Étiquette | Qualité |
| ---------------------------------------- | ------- | ---------------- | --------- | ------- |
| mars 2001                                |         | M. Jean Comparot |           |         |
| Les données manquantes sont à compléter. |         |                  |           |         |

Monsieur Jean Villarmet.

## Démographie
L'évolution du nombre d'habitants est connue à travers les recensements de la population effectués dans la commune depuis 1793. Pour les communes de moins de 10 000 habitants, une enquête de recensement portant sur toute la population est réalisée tous les cinq ans, les populations de référence des années intermédiaires étant quant à elles estimées par interpolation ou extrapolation. Pour la commune, le premier recensement exhaustif entrant dans le cadre du nouveau dispositif a été réalisé en 2006.

En 2022, la commune comptait 153 habitants, en évolution de −11,56 % par rapport à 2016 (Côte-d'Or : +0,82 %, France hors Mayotte : +2,11 %).
| 1793 | 1800 | 1806 | 1821 | 1836 | 1841 | 1846 | 1851 | 1856 |
| ---- | ---- | ---- | ---- | ---- | ---- | ---- | ---- | ---- |
| 430  | 310  | 423  | 367  | 320  | 317  | 308  | 506  | 309  |

| 1861 | 1866 | 1872 | 1876 | 1881 | 1886 | 1891 | 1896 | 1901 |
| ---- | ---- | ---- | ---- | ---- | ---- | ---- | ---- | ---- |
| 311  | 306  | 294  | 285  | 269  | 272  | 302  | 279  | 259  |

| 1906 | 1911 | 1921 | 1926 | 1931 | 1936 | 1946 | 1954 | 1962 |
| ---- | ---- | ---- | ---- | ---- | ---- | ---- | ---- | ---- |
| 294  | 231  | 203  | 198  | 190  | 187  | 169  | 185  | 213  |

| 1968 | 1975 | 1982 | 1990 | 1999 | 2006 | 2011 | 2016 | 2021 |
| ---- | ---- | ---- | ---- | ---- | ---- | ---- | ---- | ---- |
| 181  | 170  | 164  | 164  | 152  | 159  | 163  | 173  | 160  |

| 2022 | - | - | - | - | - | - | - | - |
| ---- | - | - | - | - | - | - | - | - |
| 153  | - | - | - | - | - | - | - | - |

## Économie
Un projet éolien est en développement sur le territoire de Seigny depuis 2013. En 2016, lorsque l'entreprise ABO Wind dépose la demande d'autorisation, une campagne de financement participatif est lancée sur la plateforme Lendosphere.
Cette demande d'autorisation a donné lieu à un refus par arrêté du préfet de Côte-d'Or le 28 octobre 2016. Parmi les motifs du refus, sont soulignés les impacts sur le paysage proche et environnant, caractérisé par des lieux de haute valeur patrimoniale et touristique (dont le site archéologique d'Alésia et le Parc Buffon). Après une suspension de cette décision en référé, le développeur ABO Wind en fait appel devant le Conseil d'État en 2017.
Par ailleurs des recherches menées (par l'association "Vivre à Seigny") sur des implantations conduites par la même entreprise (et d'autres) en Allemagne indiquent au moins - parmi plusieurs problèmes- un litige important avec des associations écologistes soucieuses de la protection des forêts et des lignes paysagères. D'autre part, la valeur des participations financières semble très vulnérable à la conjoncture économique et à l'évolution des opinions quant au rendement énergétique réel et surtout à la dépendance reconnue de cette industrie aux apports en énergie d'origine carbonée pour pallier les périodes sans vent. Enfin, les demandes d'implantation de parcs éoliens directement proposées aux élus locaux paraissent souvent favoriser une désorientation de la vie démocratique communale.[réf. nécessaire]

## Lieux et monuments

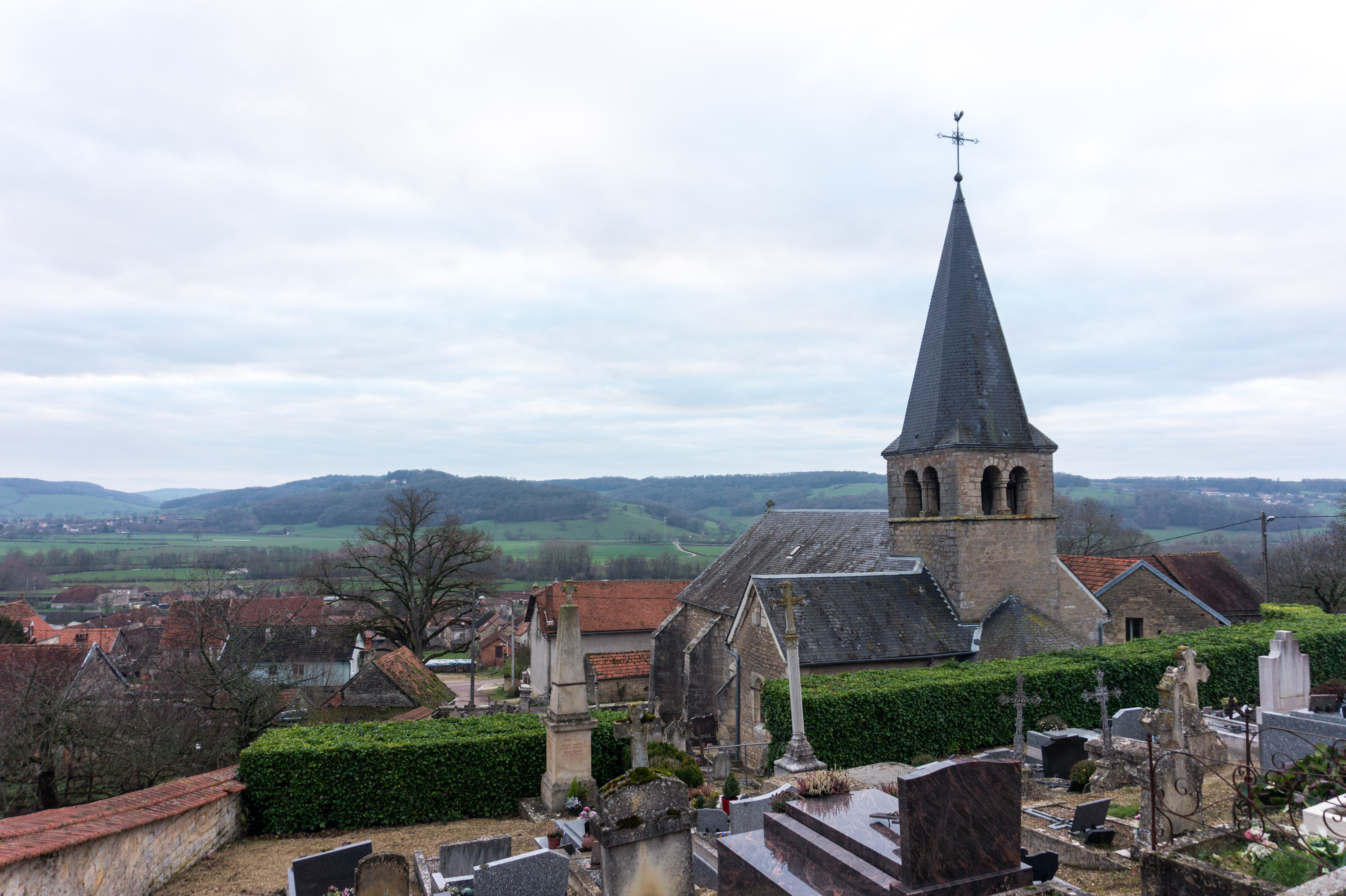
L'église Saint-Prix à Seigny.

- Église paroissiale Saint-Prix.